# Granica norwesko-szwedzka
Granica norwesko-szwedzka – granica międzypaństwowa, ciągnąca się na długości 1630 km od trójstyku z Finlandią (Treriksröset) na północy do wybrzeża cieśniny Skagerrak na południu.
Jest to najdłuższa granica państwowa na kontynencie europejskim.